# 傣端语
傣端语（傣担文：ꪁꪫꪱꪣ ꪼꪕ ꪒ꪿ꪮꪙ），又称傣皓语、白傣语、金平傣语，是台语支的西南语群的一种语言。與泰語、傣担语關係密切。说这种语言的人自称傣端（傣担文：ꪼꪕ ꪒ꪿ꪮꪙ）/taj˦.dɔn˦˥/ 或傣皓（傣担文：ꪼꪕ ꪄꪱꪫ）/taj˦.xaːw˨/。主要分布在越南（28万）和老挝（20万）。中国也有一些，主要在金平县勐拉区。在越南为泰族的一支——白泰，在中国为傣族的一支——白傣。